# Stixis suaveolens
Stixis suaveolens là một loài thực vật có hoa trong họ Stixaceae. Loài này được (Roxburgh) Pierre miêu tả khoa học đầu tiên năm 1887.